# VM i bandy 2008
Verdensmesterskabet i bandy 2008 var det 28. VM i bandy gennem tiden, og mesterskabet blev arrangeret af Federation of International Bandy. Turneringen blev afviklet i Moskva, Rusland i perioden 26. januar – 3. februar 2008. VM var opdelt i en A-turnering med seks hold og en B-turnering med syv hold.
Mesterskabet blev vundet af Rusland efter finalesejr over Sverige på 6-1. Det var Ruslands tredje VM-titel i træk og femte i alt. Bronzemedaljerne gik for tredje år i træk til Finland, som besejrede Kasakhstan med 8-3 i bronzekampen.

## A-VM
A-VM havde deltagelse af seks hold, som først spillede en indledende runde alle-mod-alle. Kampene afvikledes over 2 × 45 minutter med efterfølgende straffeslag, hvis kampen endte uafgjort. Sejre gav 2 point, uafgjorte 1 point, mens nederlag gav 0 point. Resultatet af straffeslagskonkurrencer anvendtes kun til at afgøre indbyrdes rangering ved pointlighed mellem to hold.
De fire bedste hold kvalificerede sig til semifinalerne, hvor nr. 1 mødte nr. 4 og nr. 2 spillede mod nr. 3. Taberne af semifinalerne mødtes i bronzekampen, mens vinderne spillede finale om verdensmesterskabet.
Holdet, der sluttede på sidstepladsen i den indledende runde, spillede kvalifikationskamp til næste års VM mod vinderen af B-VM.

### Indledende runde
| Plac. | Hold         | Kampe | + Mål − | Point |
| ----- | ------------ | ----- | ------- | ----- |
| 1.    | Sverige      | 5     | 55-14   | 10    |
| 2.    | Rusland      | 5     | 59-14   | 8     |
| 3.    | Finland      | 5     | 35-22   | 5     |
| 4.    | Kasakhstan   | 5     | 22-38   | 5     |
| 5.    | Norge        | 5     | 18-55   | 2     |
| 6.    | Hviderusland | 5     | 13-59   | 0     |

### Finalekampe
| Dato        | Kamp                 | Resultat |
| ----------- | -------------------- | -------- |
| Semifinaler |                      |          |
| 2.2.        | Rusland - Finland    | 9-1      |
| 2.2.        | Sverige - Kasakhstan | 7-0      |
| Bronzekamp  |                      |          |
| 3.2.        | Finland - Kasakhstan | 8-3      |
| Finale      |                      |          |
| 3.2.        | Sverige - Rusland    | 1-6      |

## B-VM
B-VM havde deltagelse af syv hold, som først spillede en indledende runde alle-mod-alle. Kampene afvikledes over 2 × 30 minutter med efterfølgende straffeslag, hvis kampen endte uafgjort. Sejre gav 2 point, uafgjorte 1 point, mens nederlag gav 0 point. Resultatet af straffeslagskonkurrencer anvendtes kun til at afgøre indbyrdes rangering ved pointlighed mellem to hold.
Vinderen af B-VM's gruppespil kvalificerede sig til en oprykningskamp til A-gruppen mod nr. 6 fra A-VM. De resterende seks hold spillede placeringskampe om deres endelige placering ved B-VM.

### Indledende runde
| Plac. | Hold      | Kampe | Mål±  | Point |
| ----- | --------- | ----- | ----- | ----- |
| 1.    | USA       | 6     | 65-30 | 12    |
| 2.    | Canada    | 6     | 33-90 | 10    |
| 3.    | Letland   | 6     | 22-28 | 7     |
| 4.    | Estland   | 6     | 14-20 | 5     |
| 5.    | Holland   | 6     | 16-30 | 5     |
| 6.    | Mongoliet | 6     | 09-42 | 2     |
| 7.    | Ungarn    | 6     | 09-38 | 1     |

### Placeringskampe
| Dato               | Kamp                             | Resultat |
| ------------------ | -------------------------------- | -------- |
| Kamp om 6.-pladsen |                                  |          |
| 2.2.               | Mongoliet - Ungarn               | 6-3      |
| Kamp om 4.-pladsen |                                  |          |
| 2.2.               | Estland - Holland                | 4-2      |
| Kamp om 2.-pladsen |                                  |          |
| 2.2.               | Canada - Letland                 | 1-1      |
| 2.2.               | Canada vinder 2-0 på straffeslag |          |

## Kvalifikation til A-VM 2009
A-VM's nr. 6, Hviderusland, og vinderen af B-VM, USA, mødtes i en kvalifikationskamp om den sidste ledige plads ved næste års A-VM. Kampen blev vundet 3-1 af Hviderusland, som dermed sikrede sig endnu en sæson i A-gruppen.
| Dato | Kamp               | Resultat |
| ---- | ------------------ | -------- |
| 3.2  | Hviderusland - USA | 6-4      |